# Magnapinnidae
Magnapinnidae är en grupp mycket sällsynta bläckfiskar. De känns igen på sitt fenförsedda huvud och sina smala tentakler som kan vara upp till nio meter. Arten har blivit filmad från ROV:ar på djup upp till 2000 meter.